# Olimpiada Letnia 1906

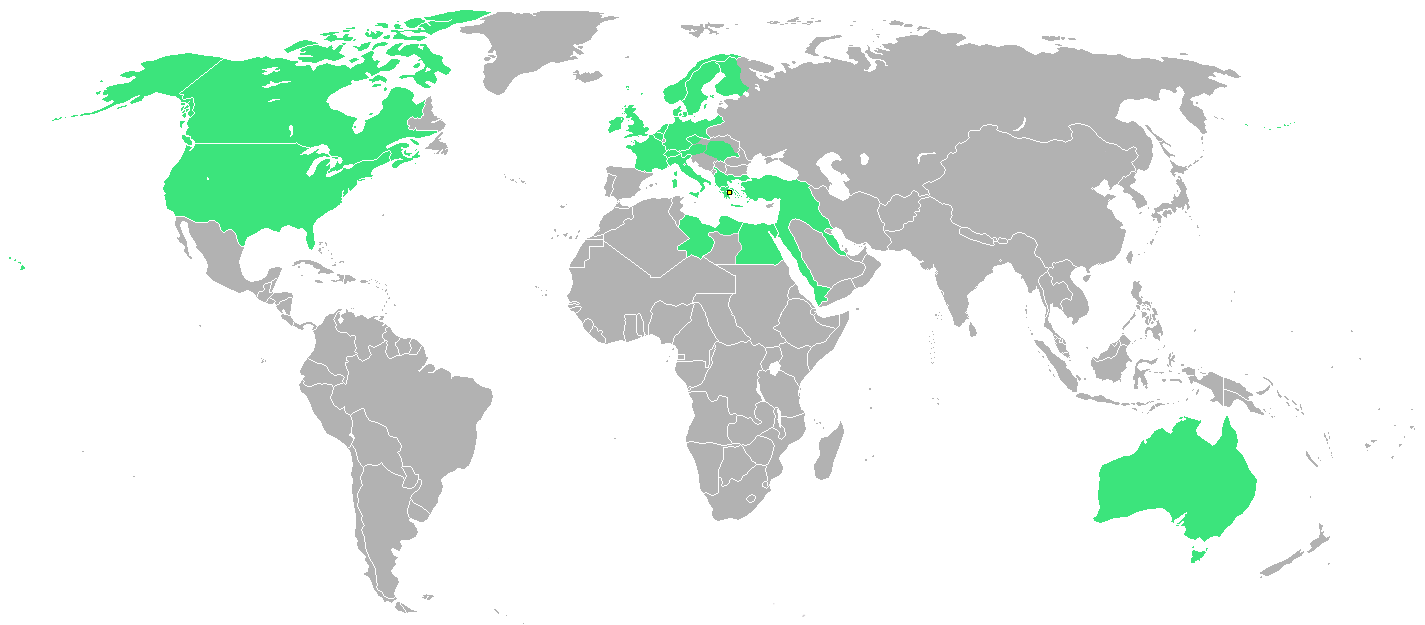
Państwa biorące udział w Olimpiadzie Letniej 1906

Olimpiada Letnia 1906 – zawody międzynarodowe rozegrane dla uświetnienia 10-lecia nowożytnych igrzysk olimpijskich. Ze względu na swoją nazwę czasami mylona z igrzyskami olimpijskimi, jednak jako zwykłe zawody międzynarodowe, nie jest wliczana ona ani do numeracji igrzysk olimpijskich (znajduje się pomiędzy III Igrzyskami Olimpijskimi z 1904 a IV Igrzyskami Olimpijskimi z 1908), ani medale z tych zawodów nie liczą się do klasyfikacji medalowej igrzysk.

## Tło
Po zakończeniu II i III igrzysk olimpijskich ery nowożytnej, nastroje w Międzynarodowym Komitecie Olimpijskim były pesymistyczne. Zarówno igrzyska w Paryżu w 1900, jak i igrzyska w Saint Louis w 1904 okazały się organizacyjnie nieudane. Rzym, któremu MKOl powierzył organizację kolejnych igrzysk w roku 1908, nie był przygotowany ekonomicznie do organizacji tak dużej imprezy. Po erupcji Wezuwiusza w 1906 Włosi zrzekli się organizacji igrzysk (na rzecz Londynu). Pierre de Coubertin, twórca idei odnowienia nowożytnych igrzysk, rozważał również możliwość organizacji igrzysk olimpijskich wyłącznie w Atenach (pomysł ten ostatecznie upadł). Grecy wysunęli propozycje organizacji „między-igrzysk” w Atenach, które miałyby się odbywać w 1906, a kolejno w 1910, 1914, 1918 itd. Pomysł został pozytywnie rozpatrzony, jednak po pierwszej tego typu imprezie w 1906, kolejne już się nie odbyły. Przyczynami były głównie wybuchające tam konflikty wojenne i problemy ekonomiczne Grecji.

## Państwa uczestniczące
| - Australia (4) - Austria (31) - Belgia (13) - Cesarstwo Niemieckie (51) - Królestwo Czech (13) - Dania (49) - Egipt (2) - Finlandia (4) - Francja (56) - Grecja (312) - Holandia (16) | - Kanada (3) - Kreta (8) - Norwegia (32) - Stany Zjednoczone (38) - Szwajcaria (9) - Szwecja (39) - Turcja (2) - Węgry (35) - Wielka Brytania (47) - Włochy (76) |

## Wyniki zawodów
| - Gimnastyka - Kolarstwo - Lekkoatletyka - Skoki do wody - Strzelectwo - Szermierka - Piłka nożna | - Pływanie - Podnoszenie ciężarów - Przeciąganie liny - Tenis ziemny - Wioślarstwo - Zapasy |

## Klasyfikacja medalowa
| Klasyfikacja medalowa              |                      |    |    |    |         |
| Lp.                                | Państwo              |    |    |    | Łącznie |
| 1                                  | Francja              | 15 | 9  | 16 | 40      |
| 2                                  | Stany Zjednoczone    | 12 | 6  | 6  | 24      |
| 3                                  | Królestwo Grecji     | 8  | 13 | 13 | 34      |
| 4                                  | Wielka Brytania      | 8  | 11 | 5  | 24      |
| 5                                  | Włochy               | 7  | 6  | 3  | 16      |
| 6                                  | Cesarstwo Niemieckie | 4  | 6  | 5  | 15      |
| 7                                  | Szwajcaria           | 4  | 3  | 1  | 8       |
| 8                                  | Cesarstwo Austrii    | 3  | 3  | 3  | 9       |
| 9                                  | Dania                | 3  | 2  | 1  | 6       |
| 10                                 | Szwecja              | 2  | 5  | 6  | 14      |
| Zobacz pełną klasyfikację medalową |                      |    |    |    |         |